# 五平蔵町
五平蔵町（ごへいぞうちょう）は、愛知県名古屋市西区の地名。1丁目から3丁目まであった。現在の城西四丁目・城西五丁目の各一部に相当する。また、町内会の名称にその名をとどめている。

## 地理
東は山神町、西は新屋敷町、南は泥町、北は庭町・山神町に接する。

### 学区
- 高等学校 - 尾張学区
- 中学校 - 名古屋市立浄心中学校
- 小学校 - 名古屋市立城西小学校

### 人口
国勢調査による人口の推移
| 1950年（昭和25年） | 147人 |  |
| 1955年（昭和30年） | 225人 |  |
| 1960年（昭和35年） | 234人 |  |
| 1965年（昭和40年） | 252人 |  |
| 1970年（昭和45年） | 228人 |  |
| 1975年（昭和50年） | 229人 |  |

## 歴史

### 地名の由来
由来は不詳というが、清洲越し以前の今川氏の名護屋城時代に穀倉が設置された場所という説、山神天神の鎮座地にあたることから御幣蔵が転訛したものであるとの説があるという。

### 沿革
- 1878年（明治11年）12月28日 - 名古屋区成立に伴い、同区五平蔵町となる[1]。
- 1889年（明治22年）10月1日 - 名古屋市成立に伴い、同市五平蔵町となる[1]。
- 1908年（明治41年）4月1日 - 西区成立に伴い、同区五平蔵町となる[1]。
- 1980年（昭和55年）10月12日 - 住居表示の実施に伴い、西区城西四丁目・城西五丁目に編入され、消滅[1]。